# Juan Basilio Catácora y Heredia
Juan Basilio Catácora (La Paz, Real Audiencia de Charcas; 12 de julio de 1760 - 29 de enero de 1810) fue uno de los principales partícipes de la revolución del 16 de julio en La Paz. Integró la junta revolucionaria, llamada Junta Tuitiva. En la posterior represión fue ahorcado en la ciudad de La Paz.

## Biografía
Juan Basilio Catácora y Heredia nació en La Paz el 12 de julio de 1760, hijo de Agustín Catácora y María Heredia, naturales de Acora. Inició sus estudios en el Cuzco, donde fue enviado de niño, donde obtuvo el grado de Licenciado en Derecho. Concluyó sus estudios en la Universidad Mayor Real y Pontificia San Francisco Xavier de Chuquisaca, donde se recibió de abogado.
De regreso a La Paz se consagró con éxito al ejercicio de su profesión. Fue asesor del Alcalde de primer voto José Sanjinés, defensor de pobres y asesor del Cabildo.
En 1805 fue junto a Pedro Domingo Murillo uno de los líderes de un movimiento de carácter independentista que no llegó a estallar y que, por el grado en que se hallaban comprometidos importantes figuras de la sociedad paceña, fue mantenido en reserva por las autoridades.
Tras la Revolución de Chuquisaca, el 16 de julio de 1809 se produjo el levantamiento en La Paz. Catácora estaba entre sus promotores y al iniciarse los tumultos se dirigió al convento de Santo Domingo para convocar con su campana a los vecinos y posteriormente al Cabildo, donde fue declarado representante del pueblo como estaba previsto por los revolucionarios.
El 19 de julio habló al pueblo reunido en la Plaza Mayor desde las ventanas del Palacio explicando los móviles del movimiento. El 22 de julio se formó una junta de gobierno independentista denominada Junta Tuitiva, presidida por el coronel Pedro Domingo Murillo, nombrándose secretario a Sebastián Aparicio, escribano a Juan Manuel Cáceres y como vocales al Gregorio García Lanza, Melchor León de la Barra (cura de Caquiavire), José Antonio Medina (tucumano, cura de Sica Sica), presbítero Juan Manuel Mercado (chuquisaqueño), Juan Basilio Catácora y Juan de la Cruz Monje y Ortega. Se nombraron después otros vocales suplente o ciudadanos agregados: Sebastián Arrieta (tesorero), Antonio de Ávila, Francisco Diego Palacios y José María Santos Rubio (comerciantes), Buenaventura Bueno (maestro de latín) y Francisco X. Iturres Patiño.
El 28 del mismo mes se hizo cargo en conjunto con el cura José Antonio Medina de la cartera de "Materias políticas y razones del Estado", la secretaría de estado de la Junta. 

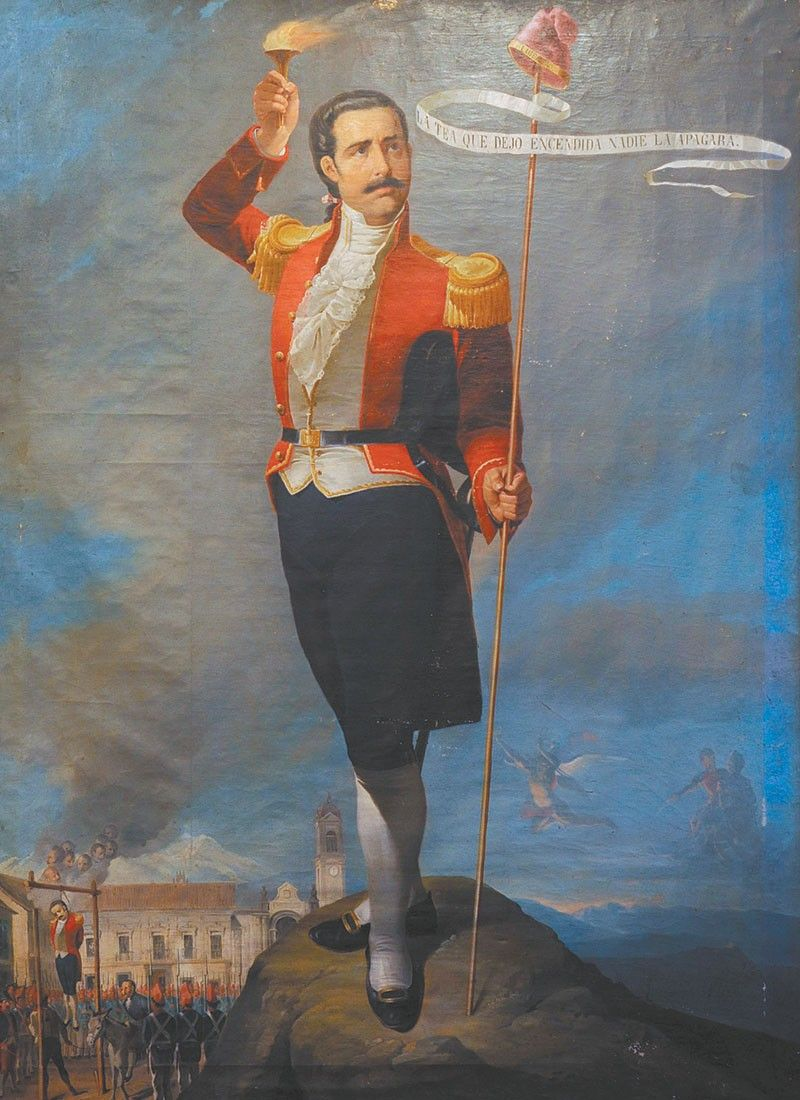
Ejecución de Pedro Murillo.

Junto con Gregorio García Lanza y Buenaventura Bueno fue uno de los promotores de la quema de los certificados de créditos fiscales.
El 4 de octubre dejó la ciudad por motivos de salud. En Escoma fue traicionado por Francisco Mauri y puesto a disposición del subdelegado de Chucuito, José Tadeo Garante. Fue conducido prisionero al cuartel general de José Manuel de Goyeneche en La Paz el 7 de diciembre. 
Catácora brindó su declaración preventiva el 10 de diciembre ante López de Segovia y efectuó su confesión el 8 de enero de 1810. Fue sentenciado a la pena capital, lo que se le comunicó en el Seminario donde habían sido conducidos los reos.
Fue puesto en capilla el día 26 de enero y ejecutado en la horca el 29 de enero de 1810, al igual que Murillo. A las 18:00 horas, su cuerpo fue conducido a La Merced y enterrado en su cementerio. Juan Basilio Catácora permaneció soltero, viviendo con su hermana Marcela.